# KLF4
KLF4（Kruppel like factor 4）は、ジンクフィンガー型転写因子であるKLFファミリーの一員である。KLFファミリーはSp1様転写因子とともにSp1-like/KLFファミリーを構成する転写因子群である。KLF4は細胞増殖、分化、アポトーシス、体細胞のリプログラミングの調節に関与している。また、KLF4は大腸がんなど特定のがんでがん抑制因子として機能することを示唆する証拠が得られている。KLF4のC末端には3つのC2H2型ジンクフィンガーが存在し、これらはKLF2と密接な関係にある。また、2つの核局在配列が存在し、KLF4を細胞核へ局在させるシグナルとなっている。胚性幹細胞では、KLF4は幹細胞性の良い指標となることが実証されている。このことは、間葉系幹細胞にも当てはまる。
ヒトのKLF4タンパク質はKLF4遺伝子にコードされ、513アミノ酸からなり、約55 kDaと推定される。KLF4遺伝子はチンパンジー、アカゲザル、イヌ、ウシ、マウス、ラット、ニワトリ、ゼブラフィッシュの間で保存されている。KLF4は1996年に初めて同定された。

## 相互作用
KLF4はN末端領域を介してp300/CBPコアクチベーターファミリーと相互作用し、転写を活性化することができる。一方、KLF4による転写抑制は、アクチベーターの標的DNAへの結合に対しKLF4が競合することで行われる。
KLF4はテロメラーゼの酵素サブユニット（TERT）のプロモーター領域に存在することも示されており、そこではβ-カテニンと複合体を形成している。KLF4はTERTのプロモーター領域へのβ-カテニンの蓄積に必要であるが、β-カテニンが存在しない場合にはTERTの発現を促進することはできない。

## 機能
KLF4は多様な機能を持ち、その機能の一部は見かけ上矛盾したようなものであること、そして何より人工多能性幹細胞（iPS細胞）の誘導に必要不可欠な4つの因子のうちの1つとして重要な役割を果たしていることが発見されたことにより、近年大きな関心を集めている。KLF4は非分裂細胞で高度に発現しており、その過剰発現は細胞周期の停止を誘導する。KLF4はDNAが損傷した際の細胞分裂の阻害に特に重要である。また、KLF4は中心体や染色体の数の調節（遺伝的安定性）や、細胞の生存の促進にも重要である。しかしながら、KLF4は特定の条件下では細胞生存促進から細胞死促進へ、その機能を切り替えている可能性が一部の研究で明らかにされている。
KLF4は腸管上皮において細胞分裂を行っていない細胞や終末分化した細胞で発現しており、腸管上皮の恒常性（さまざまな腸管上皮細胞種の終末分化と適切な局在）の調節に重要な役割を果たしている。腸管上皮においては、KLF4は分化を調節するWntシグナル経路の遺伝子の重要な調節因子である。
KLF4は他にもさまざまな組織や器官で発現している。角膜ではKLF4は上皮バリア機能に必要であり、角膜の恒常性の維持に必要な遺伝子の調節因子である。皮膚でも透過バリア機能の構築に必要であり、骨や歯の組織では正常な骨格の発達を調節している。マウスの生殖器の上皮細胞でも発現しており、オスでは適切な精子形成に重要である。血管内皮細胞では炎症刺激に応答した血管漏出の防止に重要であり、血液細胞では炎症応答や細胞分化、増殖を媒介している。腎臓に関しては、in vitroにおける胚性幹細胞やiPS細胞の腎臓系統への分化に関与しており、KLF4の調節異常はいくつかの腎臓疾患と関連している。

## 疾患における役割
KLF4の疾患における役割は状況依存的であり、状況によって正反対の役割を果たす可能性があることが示されている。
KLF4は抗腫瘍形成因子であり、大腸がん、胃がん、食道扁平上皮がん、小腸がん、前立腺がん、膀胱がん、肺がんなど、ヒトのさまざまながんにおいて発現が喪失していることが多い。しかしながら、一部のがんではKLF4が腫瘍のプロモーションに関与している可能性があり、口腔扁平上皮がんや原発性乳管がんなどではKLF4の発現は増大している。また、皮膚でのKLF4の過剰発現は過形成や異形成を引き起こし、扁平上皮がんの発生につながる。同様の知見は食道上皮でも得られており、マウスではKLF4の過剰発現は炎症の増大を引き起こし、最終的には食道扁平上皮がんの発生につながる。
上皮間葉転換（EMT）におけるKLF4の役割に関しても議論がある。膵臓がん、頭頸部がん、子宮体がん、上咽頭がん、前立腺がん、非小細胞肺がんでは、KLF4はがん細胞の幹細胞性の維持や促進を刺激することが示されている。一方で、前立腺がんや膵臓がんなどKLF4がEMTを促進することが示されている系においても、TGF-β誘導性のEMT条件下ではKLF4がEMTを抑制することが示されている。さらに、皮膚がん、乳がん、肺がん、シスプラチン抵抗性上咽頭がんでは、KLF4がEMTを抑制することが示されている。
KLF4はいくつかの血管疾患で重要な役割を果たしており、マクロファージの極性化やアテローム性動脈硬化におけるプラーク形成を制御することで血管の炎症を調節することが示されている。KLF4は、抗アテローム性因子であるアポリポプロテインEをアップレギュレーションする。また、KLF4は血管新生の調節にも関与している。KLF4はNOTCH1の活性を調節することで血管新生を抑制している可能性がある一方で、中枢神経系ではKLF4の過剰発現は血管の異形成を引き起こす。
マウスのマクロファージ、食道上皮、そして薬剤起因性大腸炎などにおいては、KLF4がNF-κB依存的な炎症経路を介して炎症を促進している可能性が示されている。しかしながら、炎症促進刺激に応答した内皮細胞などではKLF4が炎症シグナルの活性化を抑制ている可能性が示されている。
KLF4はDNA損傷に対する細胞応答に必要不可欠である。KLF4はガンマ線照射によるDNA損傷後の有糸分裂への進行の阻害に必要であり、DNA修復機構を促進し、照射細胞のプログラム細胞死（アポトーシス）を防ぐ。腸管上皮特異的にKLF4を欠失したマウスではガンマ線照射後の腸管上皮の再生が行われず、致死率が増加することから、この応答におけるKLF4の重要性がin vivoで示されている。

## 幹細胞における重要性
高橋和利と山中伸弥によって、KLF4がマウスの胎児や成体の線維芽細胞を多能性幹細胞（iPS細胞）へ誘導するために必要な4つの因子のうちの1つ（他の3つはOct3/4、Sox2、c-Myc）であることが同定された。この4つの因子はヒトの成人の線維芽細胞に対しても当てはまることが発見されている。この2006年の発見以降現在に至るまで、幹細胞やその誘導に関する臨床的に重要な研究は劇的に増加した。一方で、幹細胞におけるin vivoでのKLF4の機能研究は比較的少数である。腸管幹細胞の一集団であるBmi1+幹細胞の分裂は通常は遅く、放射線照射に対する抵抗性を持ち、照射損傷後の腸管上皮の再生を担う集団であることが知られている。ガンマ線照射によるDNA損傷後の腸管では、KLF4はBmi1+幹細胞の運命、そしてBmi1+幹細胞由来の細胞系統の発生を調節することで腸管の再生を調節している。

## 関連文献
- “KLF4, p21 and context-dependent opposing forces in cancer”. Nature Reviews. Cancer 6 (1):  11–23. (January 2006). doi:10.1038/nrc1780. PMID 16372018.
- “Identification and characterization of a gene encoding a gut-enriched Krüppel-like factor expressed during growth arrest”. The Journal of Biological Chemistry 271 (33):  20009–17. (August 1996). doi:10.1074/jbc.271.33.20009. PMC 2330254. PMID 8702718.
- “A gene for a novel zinc-finger protein expressed in differentiated epithelial cells and transiently in certain mesenchymal cells”. The Journal of Biological Chemistry 271 (49):  31384–90. (December 1996). doi:10.1074/jbc.271.49.31384. PMID 8940147.
- “Human EZF, a Krüppel-like zinc finger protein, is expressed in vascular endothelial cells and contains transcriptional activation and repression domains”. The Journal of Biological Chemistry 273 (2):  1026–31. (January 1998). doi:10.1074/jbc.273.2.1026. PMID 9422764.
- “The gut-enriched Krüppel-like factor suppresses the activity of the CYP1A1 promoter in an Sp1-dependent fashion”. The Journal of Biological Chemistry 273 (28):  17917–25. (July 1998). doi:10.1074/jbc.273.28.17917. PMC 2275057. PMID 9651398.
- “Oncogene expression cloning by retroviral transduction of adenovirus E1A-immortalized rat kidney RK3E cells: transformation of a host with epithelial features by c-MYC and the zinc finger protein GKLF”. Cell Growth & Differentiation 10 (6):  423–34. (June 1999). PMID 10392904.
- “Klf4 is a transcription factor required for establishing the barrier function of the skin”. Nature Genetics 22 (4):  356–60. (August 1999). doi:10.1038/11926. PMID 10431239.
- “Transactivation and growth suppression by the gut-enriched Krüppel-like factor (Krüppel-like factor 4) are dependent on acidic amino acid residues and protein-protein interaction”. Nucleic Acids Research 28 (5):  1106–13. (March 2000). doi:10.1093/nar/28.5.1106. PMC 102607. PMID 10666450.
- “The gut-enriched Kruppel-like factor (Kruppel-like factor 4) mediates the transactivating effect of p53 on the p21WAF1/Cip1 promoter”. The Journal of Biological Chemistry 275 (24):  18391–8. (June 2000). doi:10.1074/jbc.C000062200. PMC 2231805. PMID 10749849.
- “The Krüppel-like transcriptional factors Zf9 and GKLF coactivate the human keratin 4 promoter and physically interact”. FEBS Letters 473 (1):  95–100. (May 2000). doi:10.1016/S0014-5793(00)01468-X. PMID 10802067.
- “Synergistic activation of the rat laminin gamma1 chain promoter by the gut-enriched Kruppel-like factor (GKLF/KLF4) and Sp1”. Nucleic Acids Research 30 (11):  2270–9. (June 2002). doi:10.1093/nar/30.11.2270. PMC 117209. PMID 12034813.
- “Gut-enriched Kruppel-like factor represses ornithine decarboxylase gene expression and functions as checkpoint regulator in colonic cancer cells”. The Journal of Biological Chemistry 277 (48):  46831–9. (November 2002). doi:10.1074/jbc.M204816200. PMID 12297499.
- “Kruppel-like factor 4 mediates p53-dependent G1/S cell cycle arrest in response to DNA damage”. The Journal of Biological Chemistry 278 (4):  2101–5. (January 2003). doi:10.1074/jbc.M211027200. PMC 2229830. PMID 12427745.
- “Down-regulation of gut-enriched Kruppel-like factor expression in esophageal cancer”. World Journal of Gastroenterology 8 (6):  966–70. (December 2002). doi:10.3748/wjg.v8.i6.966. PMC 4656400. PMID 12439907.
- “Transcriptional profiling of Krüppel-like factor 4 reveals a function in cell cycle regulation and epithelial differentiation”. Journal of Molecular Biology 326 (3):  665–77. (February 2003). doi:10.1016/S0022-2836(02)01449-3. PMC 2693487. PMID 12581631.
- “Overexpression of Krüppel-like factor 4 in the human colon cancer cell line RKO leads to reduced tumorigenecity”. Oncogene 22 (22):  3424–30. (May 2003). doi:10.1038/sj.onc.1206413. PMC 2275074. PMID 12776194.
- “Transcriptional regulation of A33 antigen expression by gut-enriched Krüppel-like factor”. Oncogene 22 (28):  4434–43. (July 2003). doi:10.1038/sj.onc.1206508. PMID 12853980.
- “Downregulation and growth inhibitory effect of epithelial-type Krüppel-like transcription factor KLF4, but not KLF5, in bladder cancer”. Biochemical and Biophysical Research Communications 308 (2):  251–6. (August 2003). doi:10.1016/S0006-291X(03)01356-1. PMID 12901861.
- “Enterocyte differentiation marker intestinal alkaline phosphatase is a target gene of the gut-enriched Kruppel-like factor”. American Journal of Physiology. Gastrointestinal and Liver Physiology 286 (1):  G23-30. (January 2004). doi:10.1152/ajpgi.00203.2003. PMID 12919939.